# Nicolaes von Rüdinger
Nicolaes von Rüdinger, död 1697, var en svensk fortifikationsofficer.
Rüdinger hade studerat matematik och fortifikation samt företagit flera studieresor, då han under Karl X Gustavs polska krig ingick vid överste Brockdorffs regemente, där han tjänade sig upp till officer, varefter han transporterades till överste Delvigs regemente, med vilket han sedan bevistade flera aktioner och slutligen stormningen av Köpenhamn, men efter 1660 års fred blev von Rüdinger "reducerad". Senast 1675 blev han konduktör i Nymünde, vars befästande han sedan ledde. År 1684 avancerade han till kapten, 
blev 1690 ingenjör i Riga och adlades 1695. Rüdinger var en synnerligen skicklig fortifikationsofficer och uppskattades mycket av Dahlbergh, som redan 1682 tog honom till råds i fråga om Rigas befästande.